# Paraphytus sancyi
Paraphytus sancyi là một loài bọ cánh cứng trong họ Bọ hung (Scarabaeidae).